# The Best of the Gipsy Kings
The Best of the Gipsy Kings é uma compilação da banda Gipsy Kings, lançado em 1995.
O disco atingiu o nº 1 do Latin Pop, o nº 105 da Billboard 200, o nº 2 do Top Latin Albums e o nº 1 do Top World Music Albums.

## Faixas
1. "Djobi Djoba" (Gipsy Kings, Los Reyes) - 3:24
2. "Viento del Arena" (Reyes) - 5:28
3. "Baila Me" (Gipsy Kings) - 3:45
4. "Una Amos" (Gipsy Kings, Los Reyes) - 3:37
5. "Moorea" (Gipsy Kings) - 4:01
6. "Volare" (Migliacci) - 3:38
7. "Quiero Saber" (Baliardo, Bouchikhi, Reyes) - 4:05
8. "Escucha Me" (Baliardo, Reyes) - 4:03
9. "La Dona" (Gipsy Kings) - 4:45
10. "La Montaña" (Baliardo, Reyes) - 5:21
11. "Bem, Bem, Maria" (Gipsy Kings) - 3:04
12. "Trista Pena" (Gipsy Kings) - 4:32
13. "Bamboleo" (Baliardo, Bouchikhi, Diaz, Reyes) - 3:23
14. "Galaxia" (Gipsy Kings, Reyes) - 2:46
15. "Vamos a Bailar" (Gipsy Kings) - 5:03
16. "Love and Liberté" (Baliardo, Reyes) - 3:54
17. "A Tu Vera" (Deplata, Reyes, Reyes) - 3:17
18. "Medley: Bamboleo/Volaré/Djobi Djoba/Pida Me La/Baila Me" - 4:47

## Créditos
- Diego Baliardo - Guitarra, palmas
- Paco Baliardo - Guitarra, palmas
- Tonino Baliardo - Guitarra
- Charles Benarroch - Percussão
- Marc Chantereau - Percussão
- Dominique Droin - Sintetizador, piano, teclados
- Guillermo Fellove - Trompete
- Jean Musy - Sintetizador
- Dominique Perrier - Sintetizador, piano
- Gerard Prevost - Sintetizador, baixo
- Andre Reyes - Guitarra, vocal, vocal de apoio
- Canut Reyes - Guitarra, vocal
- Nicolás Reyes - Guitarra, vocal, vocal de apoio
- Patchai Reyes - Guitarra, vocal
- Claude Salmieri - Bateria
- Negrito Trasante-Crocco - Percussão, bateria